# Westermannia
Westermannia är ett släkte av fjärilar. Westermannia ingår i familjen trågspinnare.

## Bildgalleri

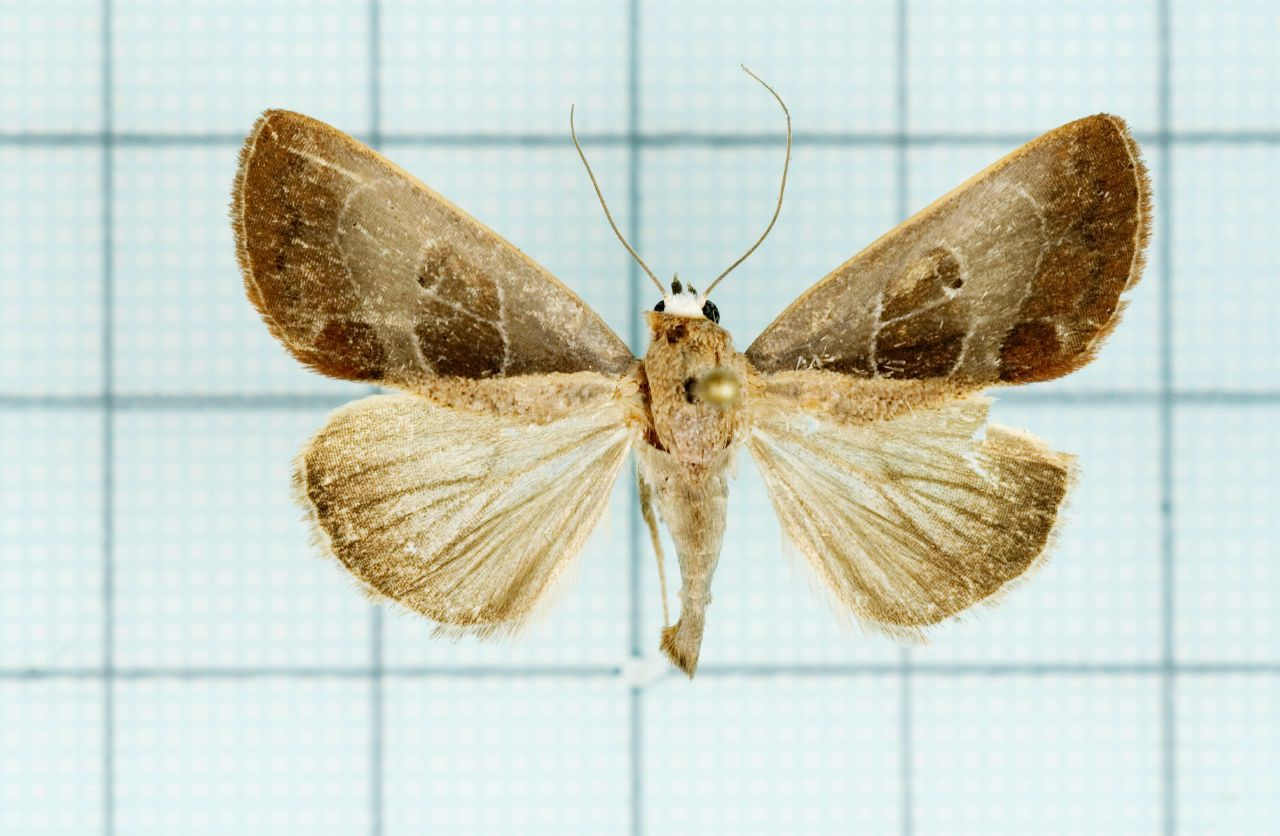
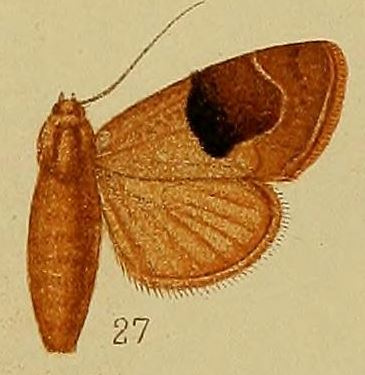
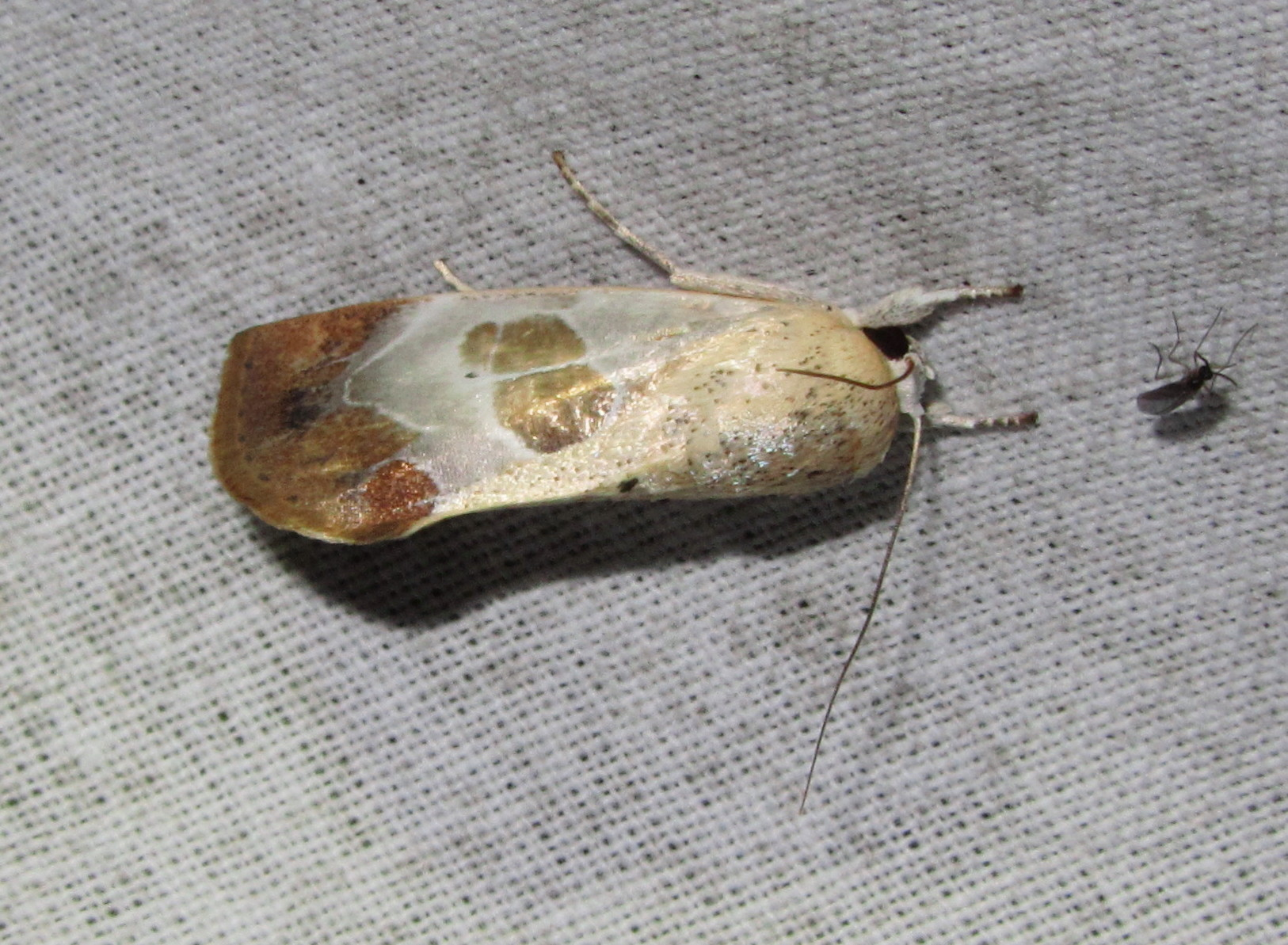

## Dottertaxa tillWestermannia, i alfabetisk ordning[1]
- Westermannia agrapha
- Westermannia albiceps
- Westermannia albiorbis
- Westermannia anchorita
- Westermannia antaplagica
- Westermannia araeogramma
- Westermannia argentata
- Westermannia argentea
- Westermannia argyroplaga
- Westermannia breviceps
- Westermannia brillans
- Westermannia calisigna
- Westermannia coelisigna
- Westermannia columbina
- Westermannia concha
- Westermannia convergens
- Westermannia cornucopia
- Westermannia cuprea
- Westermannia dinotis
- Westermannia elliptica
- Westermannia equina
- Westermannia flavipuncta
- Westermannia gloriosa
- Westermannia goodi
- Westermannia ichneumonis
- Westermannia immaculata
- Westermannia infumata
- Westermannia interrupta
- Westermannia jucunda
- Westermannia leucogonia
- Westermannia longiplaga
- Westermannia melancolica
- Westermannia monticola
- Westermannia naessigi
- Westermannia nobilis
- Westermannia obscura
- Westermannia obsoleta
- Westermannia ocellata
- Westermannia ochracea
- Westermannia oediplaga
- Westermannia ossicolor
- Westermannia poupa
- Westermannia pyridimacula
- Westermannia rajata
- Westermannia renifera
- Westermannia roseitincta
- Westermannia semifusca
- Westermannia suffusa
- Westermannia sumatrana
- Westermannia superba
- Westermannia tamsi
- Westermannia tapiri
- Westermannia triangularis
- Westermannia westermannii
- Westermannia zygospila